# Пурталес, Фридрих фон
Граф Якоб Людвиг Фридрих Вильгельм Йоаким фон Пурталес (нем. Jacob Ludwig Friedrich Wilhelm Joachim von Pourtalès; 24 октября 1853, Оберхофен, кантон Аргау, Швейцария — 3 мая 1928, Бад-Наухайм, Гессен, Германская республика) — германский дипломат. Посол Германии в России (1907 — 1914).

## Биография
С конца 1870-х годов — на дипломатической службе. В 1907—1914 годах — германский посол в России. Пытался помешать сближению России с Францией и Великобританией. В 1911 году подписал так называемое Потсдамское соглашение.
19 июля (1 августа) 1914 года вручил русскому министру иностранных дел С. Д. Сазонову ноту об объявлении Германией войны России.
По воспоминаниям, сделав это, Пурталес «отошёл к окну и заплакал».
В 1914—1918 годах — советник министерства иностранных дел. С июля 1918 года — в отставке.

## Сочинения
- Am Scheidewege zwischen Krieg und Frieden. Meine letzten Verhandlungen in Petersburg zu Ende Juli 1914
- Meine letzten Verhandlungen in Petersburg. Ende Juli 1914. — 1927.
- Между миром и войной. Мои последние переговоры в Петербурге в 1914 г. / Пер. с нем. М. Алексеева. Предисловие В. Кряжина. — Петроград, Гос. изд., 1923. — 80 стр.